# دیدگاه‌های زیگموند فروید درباره همجنس‌گرایی

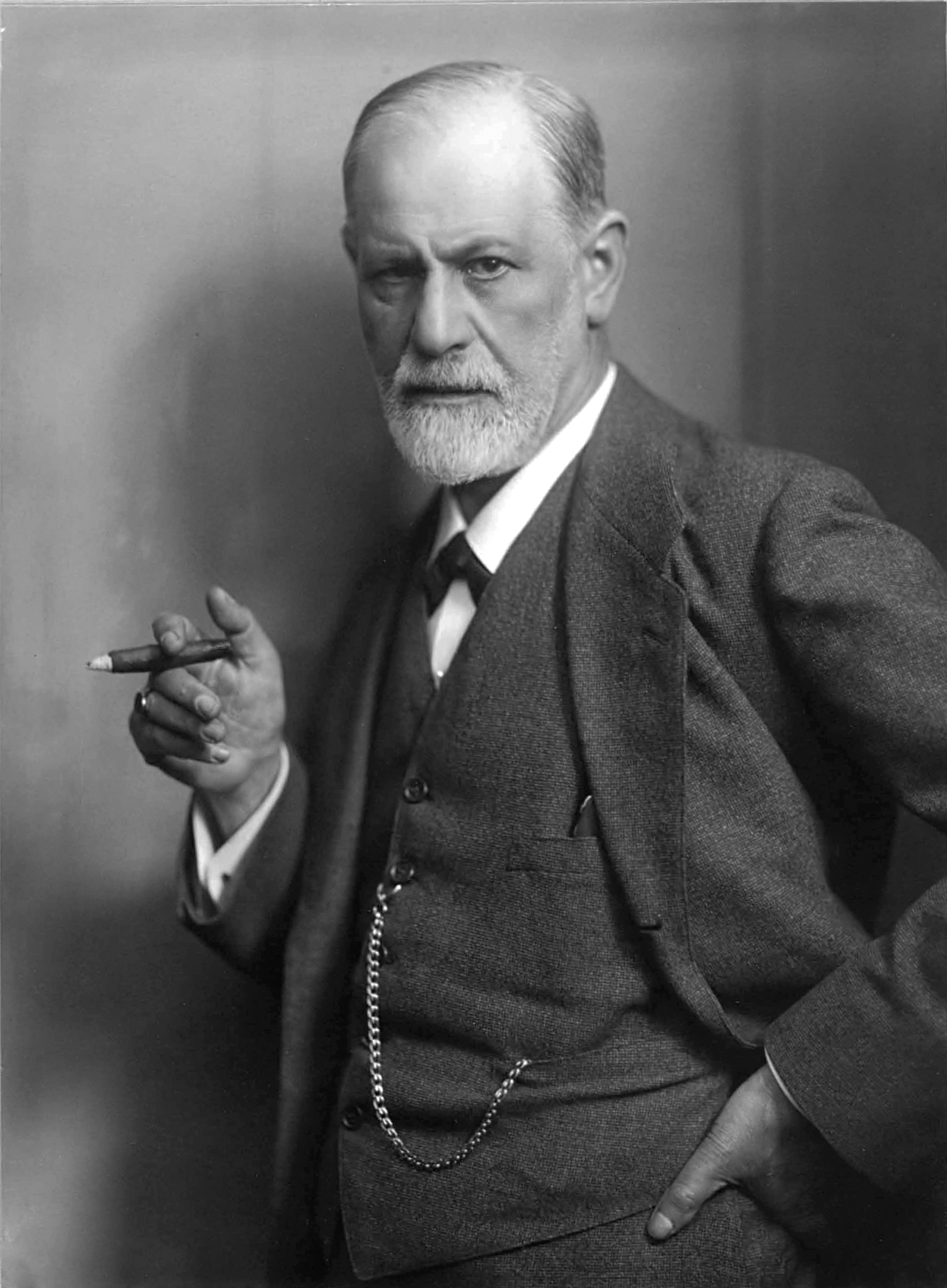
پرتره زیگموند فروید

دیدگاه زیگموند فروید دربارهٔ همجنس‌گرایی، بر مبنای غیر اختیاری بودن این گرایش استوار است. بر اساس دیدگاه وی، انسان‌ها همگی در ابتدا دارای «امیال نامتمرکز جنسی» هستند و بر این اساس، همجنس‌گرایی را شکلی خاص و مسیری غیراختیاری از تنوع جنسی می‌دانست.
فروید برعکس جریان غالب روزگارش، همجنسگرایی را بیماری و فساد اخلاقی در نظر نگرفت. هنگامی که در سال ۱۹۳۵ زنی از او درمان همجنسگرایی پسرش را خواست، او در پاسخِ معروفی درخواست زن را رد کرد و گفت: «افراد بسیارْ محترمی در دوران باستان و معاصر، همجنسگرا بوده‌اند که انسان‌های بزرگی هم در زمرهٔ ایشان است» و اینکه «بی‌عدالتی بزرگی است که همجنسگرایی را به عنوان یک جرم سرزنش کنیم.»
وی انواع عمیق و ریشه‌ای از همجنس‌گرایی را غیرقابل تغییر می‌دانست؛ زیرا این عامل را عاملی ناشی از اختلال طبیعی انسانی می‌داند که ریشهٔ روانی ندارد. به همین خاطر، فروید کشف علت همجنسگرایی را بر عهدهٔ شاخه زیست‌شناسی می‌گذارد نه شاخه روان‌شناسی.

## نگاه اجمالی
مهم‌ترین نظرات فروید پیرامون همجنسگرایی بین سال‌های ۱۹۰۵ تا ۱۹۲۳، یعنی از سالی که سه رساله در باب جنسیت نوشت تا سالی که کتاب «مکانیسم‌های عصبی قطعی در حسادت، پارانویا و همجنسگرایی» را منتشر کرد. فروید معتقد بود انسان‌ها دوجنسگرا هستند و منظورش این بود که هر انسان در ابتدا دارای ابعاد هر دو جنس (نر و ماده) است و بنابراین به هر دو جنس کشش دارد که درنهایت همجنس‌گرایی یا دگرجنس‌گراییِ او از این حالت اولیهٔ دوجنس‌گرایانه مشتق می‌شد. او این را از لحاظ کالبدشناختی و روان‌کافتی صادق می‌دانست. فروید، ناراحتی از رابطهٔ دگرجنس‌گرایانه را یکی از علل بروز رفتار هم‌جنس‌گرایانه می‌دانست:«آن مواردی که درشان کشش جنسی فرد به شیءِ (Object) معکوسِ شیءِ عادی تبدیل می‌شوند، حایز اهمیت اند.»
با توجه به تشویش در آرایِ فروید در برخی آثارش به نظر می‌رسد که ادعای قطعی‌ای پیرامونِ آسیب‌شناسانه‌‌بودن یا نبودنِ همجنس‌گرایی ندارد. فروید با پژوهش بر نمونهٔ کوچکی از بیماران، آشکارا مانند معاصرانش از لفظ «وارونگی» برای توصیف همجنسگرایی بهره می‌بُرد و آن را متمایز از چیزی که «انحرافات لزوماً آسیب‌شناسانه» می‌نامیدش می‌دانست.
فروید بیشتر داده‌های خود پیرامونِ همجنس‌گرایی را از روانپزشکان و جنسیت‌شناسانی (سکسولوژیست‌هایی) مانند ریشارد فون کرافت-ابینگ و ماگنوس هیرشفلد به دست آورد و همچنین تأثیرپذیرفته از یوگن استیناخ، متخصص غدد بود که بیضه‌های مردان دگرجنس‌گرا را به مردان همجنسگرا در تلاش برای تغییر گرایش جنسی‌شان پیوند زد. فروید آزمایش‌های استیناخ را از لحاظ ابتکار عمل سُتود اما هشدار داد که این اقدامات صرفا برای کسانی که هم‌جنس‌گرایی‌شان فقط به دلایل فیزیکی است کارساز است و خاطرنشان کرد که اقدام مشابهی برای لزبین‌ها هم نمی‌تواند وجود داشته باشد. در واقع آزمایش‌های استیناخ محکوم به شکست بودند چراکه سامانهٔ ایمنی بدن هم‌جنس‌گرایان، بیضه‌های دریافتی را پَس می‌زدند.

## دیدگاهش نسبت به «درمان» همجنسگرایی
فروید معتقد بود که همجنس‌گرایان به ندرت می‌توانند متقاعد شوند که رابطهٔ جنسی با جنس مخالف همان لذتی را برایشان به ارمغان می‌آورد که از رابطه جنسی با همجنس کسب می‌کنند و بیماران اغلب به دلیل عدم تایید اجتماعی درمان را دنبال می‌کردند.
فروید در مقالهٔ ۱۹۲۰اش پیرامونِ روان‌زایی موردی از همجنس‌گرایی در یک زن را بررسی کرد و به این نتیجه رسید که تغییر همجنس‌گرایی دشوار است و بنابراین تنها در شرایط مساعدِ غیرمعمول ممکن است. او مشاهده کرد که «به طور کلی، تبدیل‌کردنِ یک همجنس‌گرای کاملاً توسعه‌یافته به دگرجنس‌گرا، چشم‌انداز موفقیت‌آمیزانهٔ بیشتری نسبت به عکس آن ارائه نمی‌دهد.» منظور از موفقیت‌آمیزانه در اینجا، ایجادِ احساسات دگرجنس‌گرایانه به جای حذف احساسات همجنس‌گرایانه بود.

## دیدش به هم‌جنس‌گرایی زنان
بحث اصلی فروید در مورد همجنس‌گرایی زنان، با مقاله روان‌زایی‌اش آغاز شد که یک مورد همجنس‌گرایی در یک زن را بررسی کرد. مقاله، تحلیل او از زن جوانی که به دلیل نگرانی والدینش از اینکه او یک لزبین است و وارد درمان شده بود را توضیح می‌داد.‌ پدرش امیدوار بود که روانکاوی، لزبینیسمِ او را درمان کند اما از نظر فروید، کاری از پیش نمی‌رفت چراکه همجنس‌گرایی یک بیماری یا درگیری عصبی نیست.
بنابراین، فروید فقط به والدین زن گفت که آماده است دخترشان را بپژوهد تا مشخص کند که درمان، چه اثراتی می‌تواند داشته باشد. فروید به این نتیجه رسید که احتمالاً با یک مورد همجنس‌گرایی ذاتی و زیستی سر و کار دارد و در نهایت به بهانهٔ «خصومت بیمار با مردان»، درمان آن زن را قطع کرد.

## نامه ۱۹۳۵
در سال ۱۹۳۵ مادری به فروید نامه‌نگاری کرد و درخواست کرد که همجنس‌گرایی فرزندش را درمان کند و نامه پاسخ فروید به نامه مشهوری بدل شده‌است:
من نامه شما را مبنی بر اینکه فرزندتان همجنس‌گراست دریافت کردم. من از اینکه شما خود این واژه را [در نامه‌تان] به کار نبرده‌اید، بسیار متأثر شدم. می‌توانم بپرسم چرا طفره می‌روید؟ همجنس‌گرایی مطمئناً هیچ پیشرفتی نیست اما چیزی هم نیست که فرد به خاطرش شرمنده باشد، گناه نیست، تنزل نیست؛ این نمی‌تواند به عنوان بیماری طبقه‌بندی شود؛ ما آن را نوعی تنوع در رفتارهای جنسی می‌دانیم که به خاطر متوقف ماندن پیشرفت جنسی رخ داده‌است. افراد بسیار محترم و بزرگی چه در دوران باستان چه در دوران نوین همجنس‌گرا بوده‌اند: چندین فرد بسیار بزرگ از میان آنها افلاطون، میکل آنژ، لئوناردو داوینچی، و غیره. این بزرگ‌ترین بی‌عدالتی است که همجنس‌گرایی را جرم یا یک ظلم تلقی کنیم. اگر من را باور ندارید کتاب‌های هیولاک الیس را بخوانید.
اگر از من تقاضا می‌کنید که [به فرزندتان] کمک کنم و همجنس‌گرایی [او] را از بین برده و دگرجنس‌گرایی را جایگزین کنم پاسخ این است که به‌طور عمومی ما نمی‌توانیم چنین قولی را دهیم که موفق شویم. در بعضی از موارد خاص ما موفق شده‌ایم که میکروب‌های گرایش به جنس مخالف را که پژمرده شده بودند بهبود دهیم. [این میکروب‌ها] در همه همجنس‌گرایان وجود دارند. در اکثریت موارد دیگر این امکان‌پذیر نیست. بسته به سن و کیفیت شخص جواب متفاوتی دارد و درمان پزشکی قابل پیش‌بینی نیست.

روان‌کاوی کردن [اما] بخش متفاوتی است. اگر پسر شما ناراحت، نوروتیک، یا چندپاره از درگیری‌ها است، و در زندگی اجتماعی مشکل دارد روان‌کاوی می‌تواند برای وی نظم، آرامش روانی، و کاربری کامل بیاورد چه فرزند شما همجنس‌گرا باقی بماند چه تغییر کند.

## نامهٔ ۱۹۳۸
نامه‌ای به زبان آلمانی به تاریخ ششم دسامبر ۱۹۳۸ با امضای «»، گواهی بر تعهد فروید به پیچیدگی‌های جنسیتی انسان است. در این نامه، فروید به نویسنده‌ای نگران، در باب گرایش‌های جنسی پاسخی داده و از همجنس‌گرایی دفاع می‌کند.
خوشحالم تا جایی که می‌توانم برخی چیزها را روشن کنم. نمی‌توانم با اینکه همجنسگرایی را انحراف یا جُرم نامیدید مخالف باشم…هرچند یک ویژگی ناگوار است و تلاش برای غلبه بر آن موجه است منتها مگر آسان است؟! روان‌کاوی در موارد معدودی کمک کرده‌است. در موارد متعددتری توانست امیال دگرجنس‌گرایانه را هم به طور همزمان فعال کند تا متقاضیان، دوجنس‌گرا بشوند. [روان‌کاوی] تاثیری بر گرایش غیرطبیعی ندارد. از آنجایی که این درمان، طولانی و هزینه‌بر است، نتیجه‌ی مطلوب شما را نخواهد داشت اما شاید مورد رفیقِ شما متفاوت باشد چراکه جوان‌تر است و شاید تصمیمش قطعی نباشد…شما دو نفر باید منتظر بمانید و ببینید کدام تمایلات قوی‌تر اند. پروندهٔ همجنس‌گرایان در جامعهٔ امروز آنقدرها هم که به نظر شما ناامیدکننده است نیست. در هر کشوری تعداد زیادی از این قبیل افراد وجود دارد…حتی بیشتر اوقات می‌بینید که مردان برای دوره‌ای از زندگی خود از یک تمایل جنسی پیروی می‌کنند تا بعداً آن را با دیگری عوض کنند اما آن‌ها اغلب پذیرای هر دو جنس می‌مانند - یعنی دوجنس‌گرا باقی می‌مانند. مهم است از این واقعیت غافل نشویم که درجه معینی از گرایش به شیءِ (Object) همجنس‌گرا جزئی از قانونِ اساسیِ مردِ به اصطلاح عادی است. امیدوارم به جای درخواست شما، این افکار شما را روشن کند.